# Alternanthera pennelliana
Alternanthera pennelliana là loài thực vật có hoa thuộc họ Dền. Loài này được Mears ex Pedersen mô tả khoa học đầu tiên năm 1997.